# Cetatea Bâtca Doamnei
Bâtca Doamnei este o cetate dacică în apropiere de Piatra Neamț (aproximativ 4 km sud-vest de centru). Cetatea a fost descoperită în anul 1928 de Constantin Mătasă, însă săpăturile arheologice au început în anul 1957.
1. ↑  Monuments database, 7 noiembrie 2017